# Бадія (острів)
Бадія — один з найбільших островів Корчуланського архіпелагу, поблизу  міста Корчула (20 хвилин на човні з порту Корчула), Хорватія.
Площа 0,97 км  2 . Довжина берегової лінії — 4,16 км.
Перша згадка про острів датується 1368-м роком як Školj (острів) Св. Петра (Scolenum Санкті-Петрі). У 1392 населений ченцями з Боснії.
Іменем «Badija» острів був названий на честь монастиря (лат. abbatia - абатство), який був побудований на рубежі  15-го і 16-го століття. Монастир зазнав різних модифікацій, а в 1909 році був розширений і перебудований. Після Другої світової війни, францисканців з острова виселили і в 1950-х монастир був перетворений на спортивний центр і курорт. Острів був повернутий в 2003 р. справжньому власнику - францисканській провінції св. Ієроніма, заснованій в Задарі. Два роки по тому, Задар, за договором, передав монастир   францисканській провінції Герцеговини терміном на 99 років. В наш час[коли?] монастир і церкви, після більш ніж 60 років забуття та руйнування релігійних і культурних цінностей,  поступово відновлюються.

## Пам'ятки
- Францисканський монастир  15-го століття.